# D-보이즈
D-보이즈(D-BOYS)는 일본의 와타나베 엔터테인먼트 소속의 남성 배우 집단이다.

## 개요
2004년 창단 당시 초기 멤버는 엔도 유야, 야나기 코타로, 이치타로. 매년 오디션을 통해 멤버를 선발한다.
D는 Drama,Dream,Debut,Discovery,Development를 의미한다. 많은 멤버가 뮤지컬 테니스의 왕자에 출연하였다.

## 멤버
- 야마다 유키 (山田裕貴, 1990년 9월 18일)
- 엔도 유야 (遠藤雄弥, 1987년 3월 20일)
- 야나기 코타로 (柳浩太郎, 1985년 12월 21일
- 이가라시 슌지 (五十嵐隼士, 1986년 8월 7일) 스페셜 유닛 D☆DATE 멤버
- 와다 마사토 (和田正人, 1979년 8월 25일)
- 스즈키 히로키 (鈴木裕樹, 1983년 10월 3일)
- 아라키 히로후미 (荒木宏文, 1983년 6월 14일) 스페셜 유닛 D☆DATE 멤버
- 카지 마사키 (加治将樹, 1988년 1월 29일
- 세토 코지 (瀬戸康史, 1988년 5월 18일) 스페셜 유닛 D☆DATE 멤버
- 나카가와 신고 (中川真吾, 1983년 5월 8일)
- 야나기시타 토모 (柳下大, 1988년 6월 3일)
- 마키타 테츠야 (牧田哲也, 1984년 6월 7일)
- 우스이 마사히로 (碓井将大, 1991년 12월 3일)
- 미카미 마사시 (三上真史, 1983년 6월 20일)
- 아다치 오사무 (足立理, 1987년 12월 22일)2008년 다시 입단
- 타카하시 류우키 (高橋龍輝, 1993년 3월 28일)
- 하시모토 타이토 (橋本汰斗, 1991년 11월 1일)
- 야마다 유스케 (山田悠介, 1987년 7월 29일)
- 호리이 아라타 (堀井新太, 1992년 6월 26일) 2010년 스페셜 유닛 오디션 그랑프리 수상으로 디보이즈로 바로 직행!스페셜 유닛 D☆DATE 멤버

### 이적,탈퇴한 멤버
- 이치타로 (一太郎, 1980년 7월 19일) 2005년 이적
- 나카무라 가쓰키 (中村勝樹, 1990년 3월 23일) 2005년 탈퇴, 활동중단
- 데쓰 신타로 (鐵進太郎, ) 2005년 탈퇴, 활동중단
- 미나카와 유마 (皆川佑馬, 1984년 10월 1일 2007년 탈퇴,활동중단
- 시로타 유 (城田優, 1985년 12월 26일)2008년 졸업
- 쿠마이 코헤이 (熊井幸平, 1990년 7월 27일)2009년 탈퇴후 타소속사로 이적
- 나카무라 마사야 (中村昌也, 1986년 4월 30일)2010년 탈퇴, 탈퇴후에도 와타나베 엔터테인먼트 소속으로 활동중
- 나카무라 유이치 (中村優一, 1987년 10월 8일) 스페셜 유닛 D☆DATE 멤버탈퇴, 타소속사 이전

## 작품

### 버라이어티
- DD-BOYS

### 연극
- D-BOYS STAGE vol.1 《완매사례》
- D-BOYS STAGE vol.2 《라스트 게임》